# Abaeis nicippe
Abaeis nicippe är en fjärilsart som först beskrevs av Pieter Cramer 1779.  Abaeis nicippe ingår i släktet Abaeis och familjen vitfjärilar. Inga underarter finns listade i Catalogue of Life.

## Bildgalleri

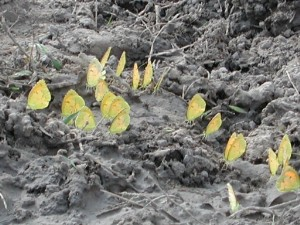